# تپه شرق اسماعیل کل
تپه شرق اسماعیل کل مربوط به عصر مس و سنگ است و در شهرستان کرمانشاه، بخش کوزران، دهستان سنجابی، ۱/۵ کیلومتری جنوب شرقی روستای اسماعیل کل واقع شده و این اثر در تاریخ ۲۶ اسفند ۱۳۸۶ با شمارهٔ ثبت ۲۱۷۹۱ به‌عنوان یکی از آثار ملی ایران به ثبت رسیده است.